# Darvas Simon
Darvas Simon, született Deszberg Simon (Budapest, 1892. január 16. – London, 1969. október 27.) magyar író, újságíró, szerkesztő.

## Életpályája
Budapesten született Deszberg Jakab (1864–1939) cipészmester és Wohlmuth Szidónia (1870–1901) gyermekeként. Apai nagyszülei Deszberg Ármin borkereskedő és Spitz Borbála (Betti), anyai nagyszülei Wohlmuth Lipót kereskedő és Freudenberg Fanni. Pályáját Budapesten a Független Magyarországnál kezdte, majd a Világ munkatársa lett, a Galilei Kör egyik vezetője, a kommün alatt a Vörös Ujság cikkírója. Ekkor jelent meg Miért szükséges a proletárdiktatúra? c. értekezése (Vörös Könyvtár 13–14. Budapest, 1919).
Mint emigráns Bécsben ismerkedett meg Gaál Gáborral. Romániába érkezve előbb az Új Keletnél dolgozott, majd az 5 Órai Újságnál, irodalomszervező tevékenysége azonban az 1920-as évek haladó szellemű Keleti Újságjánál bontakozott ki. Tehetséges fiatal írókat indított útnak; Kacsó Sándor írja önéletrajzi visszaemlékezéseiben: „...kedves szerkesztőm, aki [...] először írta oda egy saját kezével erősen átjavított cikkem alá a nevemet.” Amikor 1927-ben a lap az OMP kezébe került, kivált a szerkesztőségből, s a kolozsvári Pallas Könyv- és Lapterjesztő Vállalat élére állt. A Pallas Kiadó lapkiadó hálózatát kiépítette Erdélyben, ekkor már Nagyváradon élt.
H. D. Desberry álnéven Sas Lászlóval közösen írt fantasztikus regénye az 1920-as években Stuttgartban jelent meg németül. A kék sugár címmel magyarul is kiadták "Darvas S. László" fordításában (Budapest, 1936), s lefordították angolra is. Néhány évet az Est-lapoknál töltött Budapesten. Még a második világháború előtt, 1938-ban Angliába emigrált a faji üldöztetés miatt. Londonban az Angliai Magyar Zsidók Egyesületének hivatalos lapját szerkesztette.

## Külső hivatkozások
- Darvas Simon